# Leinegans
| Leinegans             | Leinegans                                          |
| Leinegans             | Leinegans                                          |
| --------------------- | -------------------------------------------------- |
| Herkunft              | Leine, Deutschland                                 |
| Standard              | nicht anerkannt, galt als ausgestorben             |
| Gewicht               | - Ganter: 6 bis 8 kg - Gans: 4 bis 6 kg            |
| Farbenschläge         | - weiß - gescheckt                                 |
| Ringgröße             | ohne Angabe (kein Standard)                        |
| Bruttrieb             | vorhanden                                          |
| Legezeit              |                                                    |
| Legeleistung          | - Mindesteigewicht: 130 g - Eierschalenfarbe: weiß |
| Liste von Gänserassen |                                                    |

Die Leinegans ist eine alte Gänserasse, die sich regional herausgebildet hat. Sie wurde im Gebiet um den gesamten Flusslauf Leine herum gezüchtet.

## Vorkommen und Verbreitung
Das Hauptverbreitungsgebiet lag in Niedersachsen zwischen Göttingen und Hannover sowie im Emsland und um Oldenburg herum. Später erstreckte sich das Verbreitungsgebiet bis Nordhessen und Nordthüringen. Nachdem die Bestände in den 1950er Jahren nach und nach zugunsten von billig aus dem Ausland importierten Schlachtgänsen zurückgingen, galt die Rasse spätestens mit Ende der 1960er Jahre als ausgestorben.
1994 entdeckte ein Agraringenieur in Hildesheim ein Paar der Leinegänse, später fand er in Niedersachsen und Thüringen weitere Individuen. Mit sechs reinrassigen Tieren konnte die Nachzucht begonnen werden, die Rasse wird aber nach wie vor unter der Kategorie I (extrem gefährdet) auf der Roten Liste der „Gesellschaft zur Erhaltung alter und gefährdeter Haustierrassen (GEH)“ geführt. Der aktuelle Bestand 2006 beläuft sich auf gut 70 Tiere.
Reinrassige Leinegänse werden heute im Herdbuch Leinegans eingetragen und tragen dazu einen Fußring mit der Aufschrift „Herdbuch Leinegans“, dem Schlupfjahr sowie einer Individualnummer.
Leinegänse befinden sich heute unter anderem im Tiergehege im Bürgerpark Bremen, im Tierpark Sababurg oder im Tierpark Arche Warder und im Zoo Frankfurt.

## Beschreibung
Bei der Leinegans handelt es sich um eine leichte bis mittelschwere Gänserasse mit einem Gewicht zwischen 4 und 8 kg bei einer Körperlänge von 70 bis 75 cm. Das Gefieder ist rein weiß oder gescheckt. Die Leinegans gilt als eine robuste, wetterfeste und genügsame Weidegans mit fürsorglichem Brutverhalten. Bei ausreichender Weidefläche können Leinegänse als reine Weidetiere ohne Zufütterung gehalten werden. Zur bevorzugten Nahrung zählen neben Gras und Hafer auch Gemüse sowie Obst. Die Tiere sind in der Lage, auch über längere Strecken ohne Anstrengung bis zum Weideplatz zu marschieren. Die Gelege umfassen bis 20 Eier, von denen bei Naturbrut ca. 12 Eier ausgebrütet werden können. Die Leinegans kann bis zu 20 Jahre alt werden.